# A Thousand Years
"'A Thousand Years" em português: Mil Anos é uma canção da cantora norte-americana Christina Perri, sendo lançada como segundo single da trilha sonora do filme A Saga Crepúsculo: Amanhecer - Parte 2 como download digital.
O cover mais famoso da canção é dos brasileiros Sam Alves e Marcela Bueno, pela fase da disputa de duplas da segunda edição do The Voice Brasil, onde Sam Alves venceu a disputa e, mais tarde, foi o campeão desta edição. O cover acabou arrecadando mais do que a canção original, vendendo 30.000 cópias digitais contra 15.000 cópias da versão original no Brasil.
Apesar do cover ter feito tanto sucesso, a canção oficial também fez sucesso, sendo que o videoclipe oficial da canção já alcançou a marca de 1 bilhão de visualizações no Youtube.

## Paradas musicais
| Paradas (2011 - 12)                           | Melhor posição |
| --------------------------------------------- | -------------- |
| Austrália - (ARIA)                            | 13             |
| Brasil - Billboard Brasil Hot 100             | 58             |
| Brasil - Billboard Brasil Hot Pop             | 18             |
| Canadá - (Canadian Hot 100)                   | 70             |
| Finlândia - (Suomen virallinen lista)         | 20             |
| Irlanda - (IRMA)                              | 7              |
| Nova Zelândia - (RIANZ)                       | 15             |
| Escócia - (Scottish Singles and Albums Chart) | 26             |
| Reino Unido - UK Singles Charts               | 32             |
| Estados Unidos - (Billboard Hot 100)          | 31             |

## Certificação
| País           | Certificador | Certificação | Vendas    |
| -------------- | ------------ | ------------ | --------- |
| Estados Unidos | RIAA         | 5× Platina   | 5.000.000 |